# Ouan
Ouan è un comune rurale del Mali facente parte del circondario di Tominian, nella regione di Ségou.
Il comune è composto da 17 nuclei abitati:
- Bathiridougou
- Boundi
- Bourasso
- Daguedougou
- Doungel
- Forokouna
- Kandougou
- Kanga
- Kansara
- Kantama
- Késsédougou
- Konguena
- Kononina
- Ouan
- Ouéna
- Promou
- Samani